# Aiguillat à grosse tête
Squalus bucephalus
Espèce
Statut de conservation UICN

 DD  : Données insuffisantes
L’Aiguillat à grosse tête (Squalus bucephalus)  est une espèce de requins de l'ordre des Squaliformes.

## Répartition
Pseudophoxinus mehmeti se rencontre dans le nord de la mer de Tasmanie et au large de la Nouvelle-Calédonie.

## Description
La taille maximale connue pour Squalus bucephalus est de 90 cm.

## Étymologie
Son nom spécifique, bucephalus, dérivé du grec ancien βοῦς, boûs, « bœuf » et par extension « large », et κεφαλή, kephalế , « tête », lui a été donné en référence à sa morphologie.

## Publication originale
- (en) Last, Séret & Pogonoski, 2007 : Squalus bucephalus sp. nov., a new short-snout spurdog from New Caledonia. in Descriptions of new dogfishes of the genus Squalus (Squaloidea: Squalidae). CSIRO Marine and Atmospheric Research Paper, n. 14-3, pp. 23-29[3] (introduction).